# 어린이 바이엘 상권
"어린이 바이엘 상권"(The Bayer Piano Lesson For Children Vol.1)은 한국에서 제작된 조운 감독의 2004년 드라마 영화이다. 우준영 등이 주연으로 출연하였다.

## 출연

### 주연
- 우준영
- 진경
- 최장현

## 기타
- 조명: 김바다
- 음향: Blue Cap
- 미술: 서유미